# Tarszewo
Tarszewo (niem. Friedrichsfeld) – wieś w Polsce położona w województwie wielkopolskim, w powiecie słupeckim, w gminie Zagórów.
W latach 1975–1998 miejscowość administracyjnie należała do województwa konińskiego.
We wsi pozostałości dawnego cmentarza ewangelickiego (olęderskiego) z pojedynczymi resztkami nagrobków.